# Czesław Lang
Czesław Lang (* 17. květen 1955 Kołczygłowy) je bývalý polský cyklista kašubské národnosti. Začínal jako dráhař v klubu Baszty Bytów a na olympijských hrách 1976 obsadil s družstvem stíhačů páté místo.
V roce 1977 přestoupil do Legie Varšava a zaměřil se na silniční závody. Na mistrovství světa v silniční cyklistice získal v časovce družstev v roce 1977 bronzovou medaili a v roce 1979 stříbro. Na Letních olympijských hrách 1980 skončil druhý v závodě jednotlivců s hromadným startem a čtvrtý v časovce družstev. V tomtéž roce vyhrál celkovou klasifikaci závodů Kolem Polska a Settimana Ciclistica Lombarda.
V roce 1982 odešel jako první polský cyklista po druhé světové válce k profesionálům. Jezdil v Itálii za týmy Gis Gelati, Carrera–Inoxpran, Del Tongo a Malvor–Sidi, zúčastnil se sedmkrát Giro d'Italia a třikrát Tour de France. Získal etapová vítězství v časovkách na závodech Tirreno–Adriatico a Tour de Romandie. V roce 1988 vyhrál spolu s Lechem Piseckim Trofeo Baracchi. V roce 1989 ukončil závodní kariéru a přijal pozici manažera v týmu Lampre.
V roce 1993 se stal ředitelem závodu Kolem Polska, zasloužil se o jeho profesionalizaci a zařazení do kalendáře UCI ProTour. Založil také závod horských kol Lang Team Grand Prix MTB. Je velkodůstojníkem Řádu znovuzrozeného Polska.